# The 69 Eyes
The 69 Eyes est un groupe de hard rock finlandais. Aussi connu sous le nom de The Helsinki Vampires, le groupe émerge au début des années 1990 et revendique les influences des Stooges, des Doors et de Motörhead. Le style musical est souvent catégorisé dark rock, un terme que le groupe assume.

## Biographie

### Débuts (1989–1999)
Le groupe est formé à Helsinki, en Finlande, en été 1989 par Jyrki 69, Archzie (ex-Syyskuu), Timo-Timo, Lotto et Bazie. The 69 Eyes est à l'origine axé glam metal. La formation du groupe reste stable depuis 1992 lorsque le batteur Jussi 69 remplace Lotto. Ils publient leur premier album, Bump and Grind, en 1992, puis Motor city resurrection en 1994.
En 1995 sort leur deuxième album, Savage Garden, produit par Timo Tolkki, guitariste de Stratovarius, qui produira également le suivant intitulé Wrap Your Troubles in Dreams, qui sortira en 1997 avec la participation de Ville Valo (HIM). En 1999, le groupe sort son quatrième opus, Wasting the Dawn. Ville Valo participe à plusieurs titres et tourne dans le clip du single Wasting the Dawn, jouant le rôle de Jim Morrison. Ce clip est un hommage au chanteur des Doors.

### Paris Kills(2000–2002)
2000 est leur meilleure année depuis leur début puisqu'ils obtiennent leur premier disque d'or en janvier 2001 grâce au single Gothic Girl. L'album Blessed Be sort en septembre 2000, et le groupe fait sa première tournée en Allemagne et Finlande. L'album est classé quatrième dans leur pays, le single Brandon Lee passe en boucle sur les chaînes allemandes et finnoises et entre dans les classements. The 69 Eyes est élu meilleur groupe finlandais de l'année. Ils apparaissent dans la presse (Orkus, Soundi). Blessed Be et Stolen Season seront les deux prochains singles en 2001 ; suit une grande tournée en première partie de Paradise Lost.
Le 14 décembre 2001, Dance d'amour sort ; il est le premier single de leur septième album, Paris Kills, en hommage à Paris, qui sera très vite certifié disque d'or, et de platine. Ville Valo est aussi de la partie sur cet album, une grande tournée et plusieurs festivals dont le Terremoto 2003 suivront.

### DevilsetAngels(2003–2007)

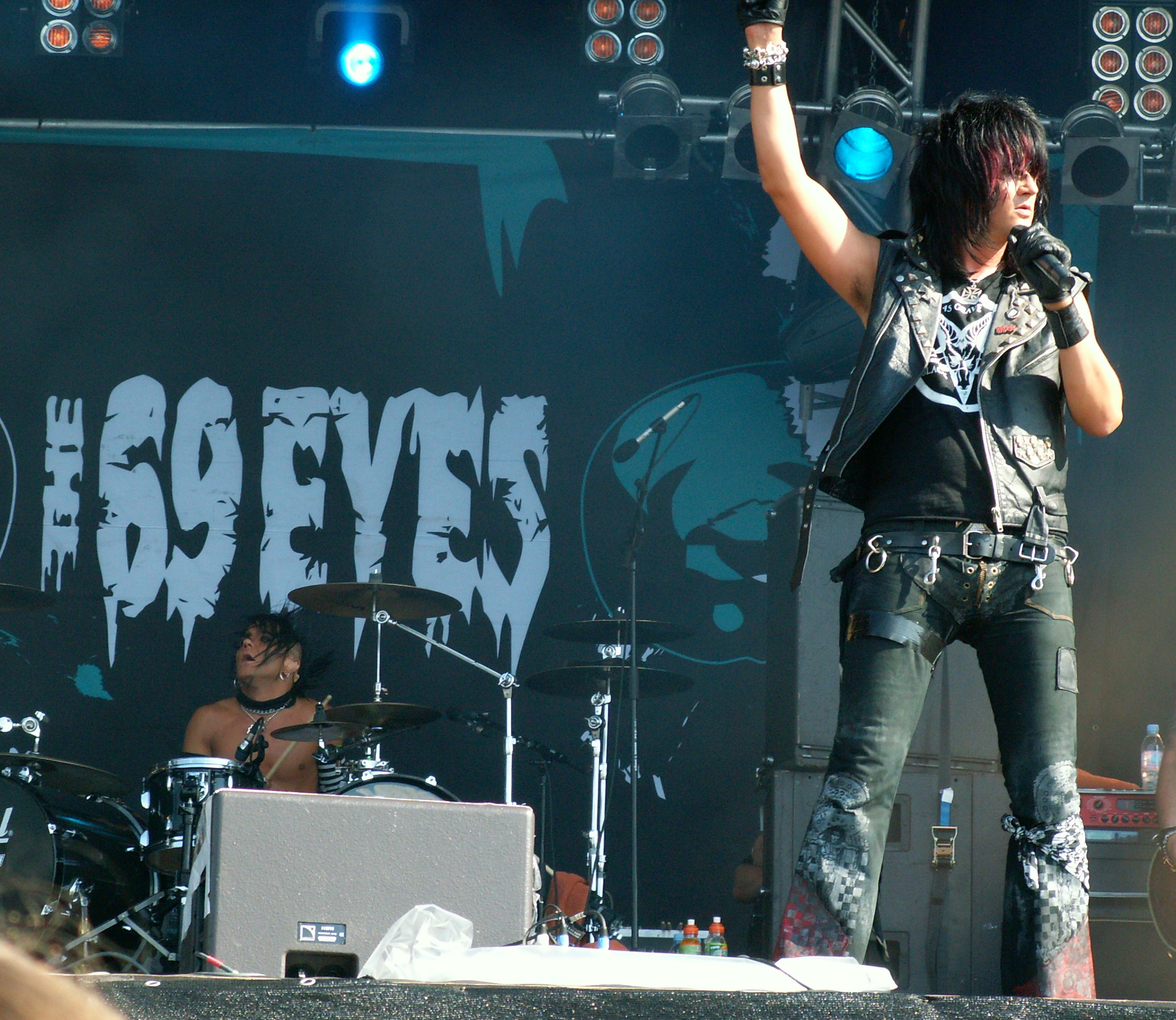
The 69 Eyes au M'era Luna Festival en 2007.

Le 26 septembre 2003 sort le DVD Helsinki Vampires contenant un concert donné à Helsinki en 2002, et tous les clips, suivi d'un best-of intitulé Framed in Blood. En 2004, le nouvel album, Devils, est très vite classé en haut des classements. Les clips Devils et The Lost Boys sont réalisés par Bam Margera. Après trois ans de tournées dans plus de 16 pays, ils sortent Angels en 2007, album inspiré d'Hollywood. Wrap Your Troubles in Dreams est réenregistré et fera partie de la bande originale du film de Bam Margera, Dream Seller.
En 2005, The 69 Eyes joue pas moins d'une centaine de concerts dans 15 pays, du Mexique au Japon. Devils est publié aux États-Unis. Le groupe filme sa vidéo Lost Boys à Hollywood et en Philadelphie avec Bam Margera. En mars 2006, The 69 Eyes tourne brièvement aux États-Unis pour la première fois avec Program the Dead et Damone, et joue à l'émission locale Last Call with Carson Daly.
Angels, la suite de l'album Devils (2004), est publié en Europe en mars 2007. Il atteint la première place des classements finlandais et est certifié disque d'or. Peu après leur tournée avec Cradle of Filth et 3 Inches of Blood, Angels es publié le 25 juin 2007 au Royaume-Uni. Le premier single de l'album, Perfect Skin, atteint la première place des classements finlandais. Le second single est Never Say Die. Le groupe effectue la même année une tournée américaine avec Wednesday 13, Night Kills the Day et Fair to Midland, et en soutien à Within Temptation en novembre au Royaume-Uni. Ils joueront 125 concerts à l'international en 2007.

### DeBack in BloodàX(2008–2014)

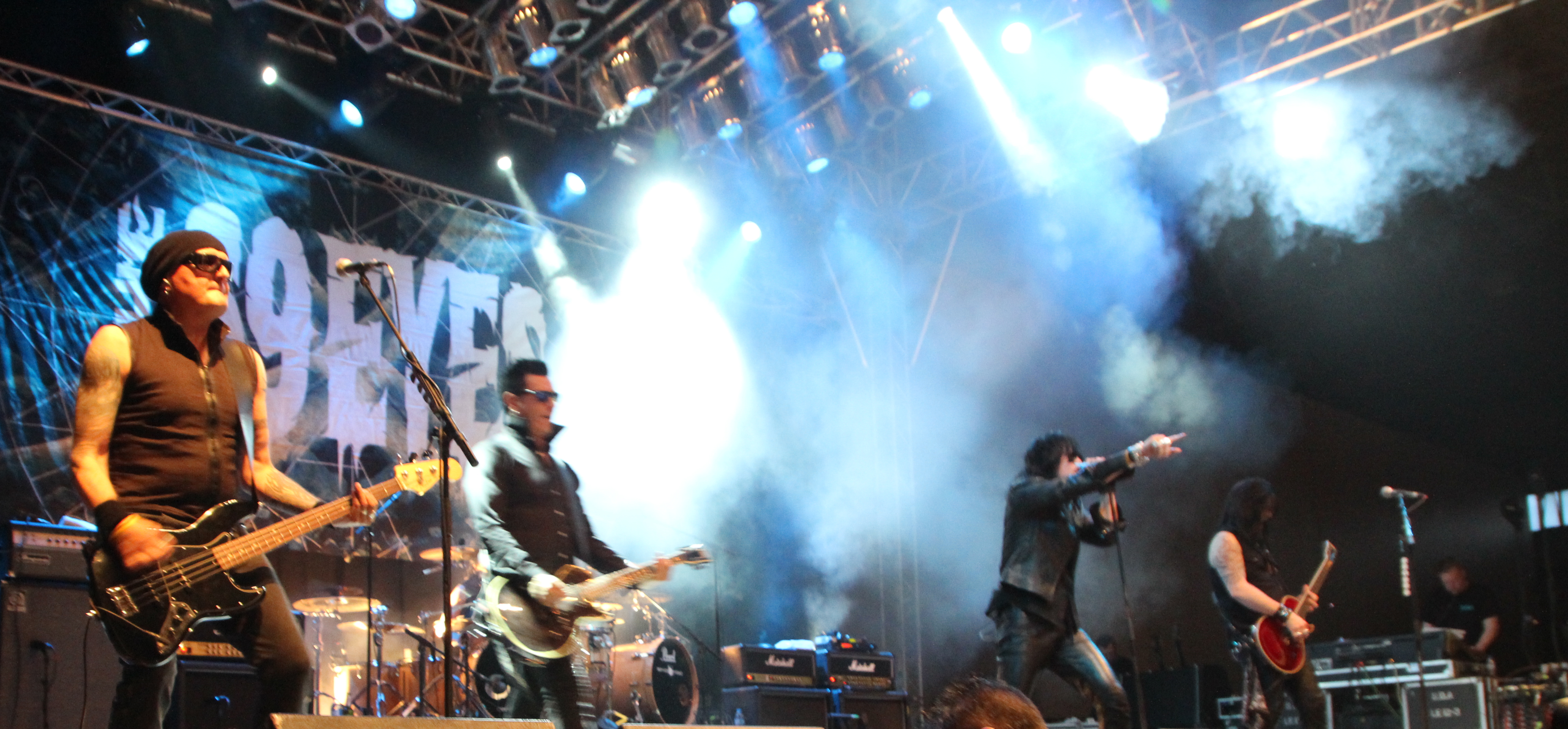
The 69 Eyes au Wave-Gotik-Treffen, en 2013.

En 2008, le groupe publie son premier album live, The 69 Eyes: Hollywood Kills. Il comprend un concert intégralement enregistré au Whisky a Go Go à West Hollywood en mars 2006. La performance comprend une reprise de la chanson I Just Wanna Have Something to Do des Ramones.
Le groupe commence 2009 avec une tournée européenne qui les emmène au Hellhounds Festival avec Tiamat et Ava Inferi. Au début de 2009, le groupe commence à enregistrer son neuvième album aux côtés du producteur Matt Hyde à Los Angeles. Johnny Lee Michaels participera à la post-production à Helsinki. Le nouvel album, Back in Blood, est publié le 28 août en Europe et le 15 septembre aux États-Unis. Au début de juin 2009, Bam Margera réalise le clip de la chanson Dead Girls are Easy. diffusée le 17 juillet 2009. The 69 Eyes tourne aussi en Australie pour la première fois en mi-juin, à Brisbane, Melbourne, et Sydney. Une tournée américaine suit en octobre 2009.
En avril 2010, Rudi Protrudi, chanteur et fondateur des Fuzztones, explique avoir terminé une chanson avec The 69 Eyes. The 69 Eyes annonce une tournée européenne avec Hardcore Superstar et Crashdïet en mars et avril 2011. Au début de 2012, The 69 Eyes enregistre son nouvel album X. X est publié le 28 septembre 2012 en Europe, et le 9 octobre en 2012, aux États-Unis. Les deux premiers singles sont Red et Borderline. En février 2013, le groupe publie les singles Love Runs Away et Tonight via iTunes. Tonight est publié en Finlande, et Love Runs Away à l'international.
The 69 Eyes publie une compilation double CD de leurs meilleurs singles, intitulée The Best of Helsinki Vampires, le 1er novembre 2013. La compilation comprend aussi le nouveau single Lost Without Love.

### Universal Monsters(depuis 2015)

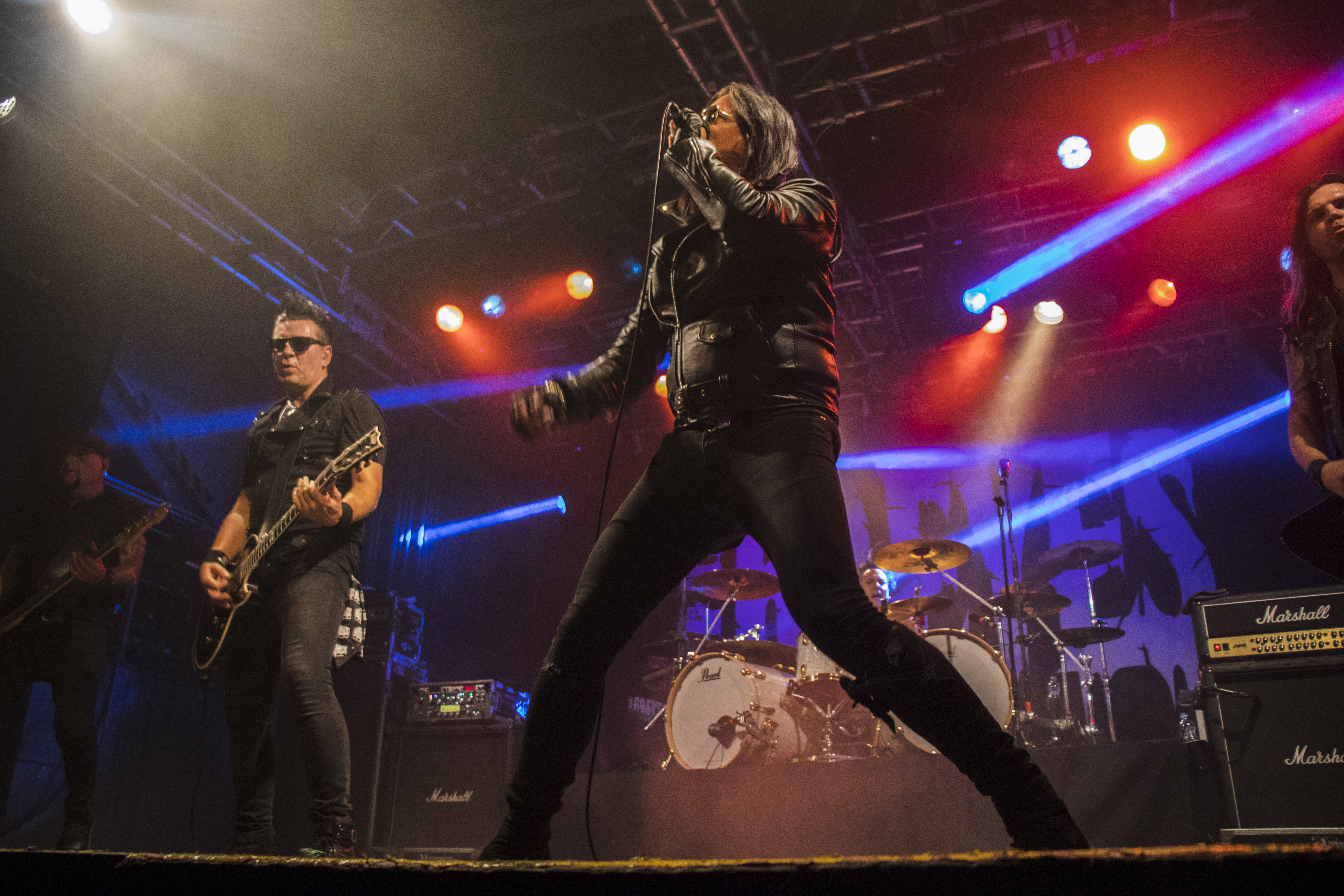
The 69 Eyes à Nosturi, Helsinki, en 2019.

Le 29 juillet 2015, le groupe annonce un nouvel album avec le producteur Johnny Lee Michaels à Helsinki. Johnny Lee Michaels a déjà travaillé sur les quatre albums du groupe : Blessed Be, Paris Kills, Devils, Angels.  Le nouvel album est annoncé pour début 2016. Ils annoncent aussi leur premier single, Jet Fighter Plane, pour le 15 janvier 2016. Le second single, Dolce Vita, est publié le 8 avril 2016. Le troisième single, Jerusalem, est annoncé pour le 13 mai 2016.
En 2019, pour leur 30 ans, le groupe annonce sa première tournée américaine depuis une dizaine d'années. Un album est également prévu pour l'automne 2019.

## Membres
- Jyrki 69 (Jyrki Pekka Emil Linnankivi) - chant solo
- Timo-Timo (Timo Tapio Pitkänen) - guitare
- Bazie (Pasi Moilanen)  - guitare, chœurs
- Archzie (Arto Väinö Ensio Ojajärvi) - basse, chœurs
- Jussi 69 (Jussi Heikki Tapio Vuori) - batterie

## Discographie

### Albums studio
- 1992 : Bump'n'Grind
- 1995 : Savage Garden
- 1997 : Wrap Your Troubles In Dreams
- 1999 : Wasting The Dawn
- 2000 : Blessed Be
- 2002 : Paris Kills
- 2005 : Devils
- 2007 : Angels
- 2009 : Back in Blood
- 2012 : X
- 2016 : Universal Monsters
- 2019 : West End

### Compilations
- 1994 : Motor City Resurrection
- 2003 : Framed in Blood : The Very Blessed of the 69 Eyes
- 2008 : Hollywood Kills : Live at The Whiskey A Go Go (live)
- 2013 : The Best of Helsinki Vampires

### Singles
- 1993 : Music For Tattooed Ladies & Motorcycle Mamas Vol. 1
- 1995 : Velvet Touch
- 1999 : Wasting the Dawn
- 2000 : Brandon Lee
- 2000 : Gothic Girl
- 2001 : The Chair
- 2001 : Stolen Season
- 2001 : Dance d'Amour
- 2002 : Betty Blue
- 2003 : Crashing High
- 2004 : Lost Boys
- 2005 : Devils
- 2005 : Feel Berlin
- 2005 : Sister Of Charity
- 2006 : Perfect Skin
- 2007 : Never Say Die
- 2007 : Rocker
- 2007 : Ghost
- 2009 : Dead Girls Are Easy
- 2009 : Dead'N'Gone
- 2009 : We Own The Night
- 2012 : Red
- 2012 : Borderline
- 2013 : Love Runs Away
- 2013 : Lost Without Love
- 2016 : Jet Fighter Plane
- 2016 : Jerusalem
- 2017 : Christmas In New York City
- 2019 : 27 & Done

## Vidéographie
- 2012 : Borderline, tiré de X, dirigé par Patric Ullaeus
- 2012 : Red, tiré de X, dirigé par Patric Ullaeus